# Emanuel Geibel

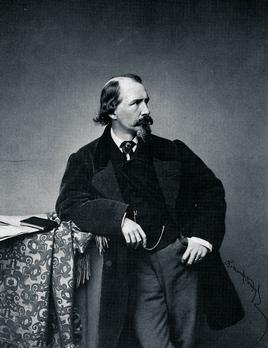
Emanuel Geibel en 1860

Franz Emanuel August Geibel (Lübeck, 17 de octubre de 1815 - ibíd, 6 de abril de 1884), fue un poeta y escritor alemán de estilo romántico. Fue un autor de gran popularidad en su tiempo y sus obras fueron utilizadas por músicos como Robert Schumann, Hugo Wolf, Felix Mendelssohn Bartholdy y Johannes Brahms como texto para sus propias obras.

## Biografía
Hijo de un pastor de la Iglesia Reformada, después de su formación en su ciudad natal, Lübeck, en 1835 se trasladó a Bonn y Berlín para estudiar teología, estudios que pronto abandonó para estudiar filología clásica. En esta última ciudad pronto accedió a los círculos literarios más importantes del momento y conoció a escritores como Adelbert von Chamisso, Bettina von Arnim, Joseph von Eichendorff, August Kopisch y al arqueólogo Franz Kugler. En 1838 de desplazó a Atenas para trabajar como tutor Gavriil Antonovich Katakazi, embajador ruso en dicha ciudad, donde permaneció dos años que tuvieron gran influencia en su obra posterior. En 1840 publicó, junto con su amigo de la infancia Ernst Curtius, Klassische Studien, un volumen de traducciones del griego. En ese mismo año regresó a Alemania y publicó sus Gedichte (Poemas) que llegaron a reeditarse más de 100 veces durante su vida. 
A partir de entonces dedicó casi una década a viajar invitado por numerosos mecenas y amigos poetas. En 1841, invitado por Karl-Otto von der Malsburg, residió en Zierenberg durante casi un año en el que publicó la colección de poemas patrióticos Zeitstimmen, censurados en Lübeck. Asimismo, la biblioteca del mecenas contenía una gran colección de literatura española que posteriormente le inspiró para sus Volkslieder und Romanzen der Spanier (Canciones y Romances de los españoles) en 1843 y para su tragedia König Roderich, publicada en 1844. En 1842 le fue concedida una pensión vitalicia por parte del rey Federico Guillermo IV de Prusia. Posteriormente fue invitado por Ferdinand Freiligrath, Justinus Kerner, Karl Goedeke, Moritz Graf von Strachwitz y el príncipe Heinrich zu Carolath-Beuthen.
En 1852 el rey Maximiliano II de Baviera, interesado en el desarrollo cultural de su reino, le ofreció a Geibel un cátedra de Literatura alemana en la Universidad de Munich y una dotación anual. Todo un círculo de poetas que el rey había invitado a Munich, llamado Die Krokodile, tanto provenientes del norte de Alemania, como Friedrich von Bodenstedt, Julius Grosse, Wilhelm Hertz, Paul Heyse o Adolf Friedrich von Schack, como naturales de Baviera, como Hermann Lingg o Felix Dahn, se creó en torno a él. De estos años también son las traducciones en colaboración con Heyse Cancionero español junto con Heyse en 1852, Romancero de los españoles y portugueses junto con Schack en 1860 y Cinco libros de poesía francesa desde la revolución hasta nuestros días junto con Leuthold en 1862.
Mantuvo una estrecha amistad con el rey Maximiliano II y sólo su prusianismo le causó algún desencuentro con el rey. Sin embargo, tras el advenimiento, de Luis II de Baviera en 1864, su situación en la corte empezó a ser cuestionada. Su apoyo a Prusia en la guerra de 1866 provocó un serio desencuentro que acabó con su renuncia a su cátedra y sueldo y dejó Munich para volver a instalarse en Lübeck en 1869.